# تاو۵ مار
تاو۵ مار یک ستاره است که در صورت فلکی مار قرار دارد.